# Mmm Mmm Mmm Mmm
"Mmm Mmm Mmm Mmm" är Crash Test Dummies femte singel och den första från gruppens studioalbum God Shuffled His Feet. Singeln, som släpptes den 1 oktober 1993, blev nummer ett i Tyskland och Australien samt på U.S. Modern Rock Tracks. Därtill nådde den andra plats på brittiska singellistan och fjärde plats på U.S. Billboard Hot 100.

## Låttexten
Varje vers beskriver ett barns lidande. I första versen besjungs en pojke som skadas i en bilolycka. Efter att ha varit i konvalescens under lång tid kommer han tillbaka till skolan — då har hans hår ändrat färg från svart till vitt. Andra versen berättar om en flicka som vägrar att klä om inför de andra flickorna i klassen; hon vill inte att de ska se hennes omfattande födelsemärken. Tredje versen handlar om en pojke som är mycket strängt hållen av sina pingstkyrkliga föräldrar; han är tvungen att komma hem direkt efter skolan.

## Utgåvor och låtförteckning

### CD-maxisingel
1. "Mmm Mmm Mmm Mmm" – 3:53
2. "Here I Stand Before Me" – 3:07
3. "Superman's Song" (live från radioprogrammet Mountain Stage)

### Vinylsingel
1. "Mmm Mmm Mmm Mmm" – 3:53
2. "Here I Stand Before Me" – 3:07

### CD-singel (USA)
1. "Mmm Mmm Mmm Mmm" – 3:53
2. "Superman's Song" (album version) – 4:31
3. "How Does a Duck Know?" – 3:42

### Kassettsingel
1. "Mmm Mmm Mmm Mmm"
2. "Here I Stand Before Me"